# لیودمیلا پانچوک
لیودمیلا پانچوک (اوکراینی: Людмила Михайлiвна Панчук؛ ۱۸ ژانویهٔ ۱۹۵۶ – ۱۸ فوریهٔ ۲۰۱۱) بازیکن هندبال اهل اتحاد جماهیر شوروی سوسیالیستی بود.